# Salto de Tequendama
Salto de Tequendama är ett vattenfall i Colombia.   Det ligger i departementet Cundinamarca, i den centrala delen av landet, 24 km väster om huvudstaden Bogotá. Salto de Tequendama ligger 2 344 meter över havet.
Terrängen runt Salto de Tequendama är varierad. Runt Salto de Tequendama är det mycket tätbefolkat, med 1 411 invånare per kvadratkilometer. Närmaste större samhälle är Soacha, 8,8 km öster om Salto de Tequendama. Trakten runt Salto de Tequendama består i huvudsak av gräsmarker.